# Champenoux
Champenoux é uma comuna francesa na região administrativa de Grande Leste, no departamento de Meurthe-et-Moselle. Estende-se por uma área de 10,99 km². Em 2010 a comuna tinha 1 484 habitantes (densidade: 135 hab./km²).